# Amt Löcknitz (Kurmark)

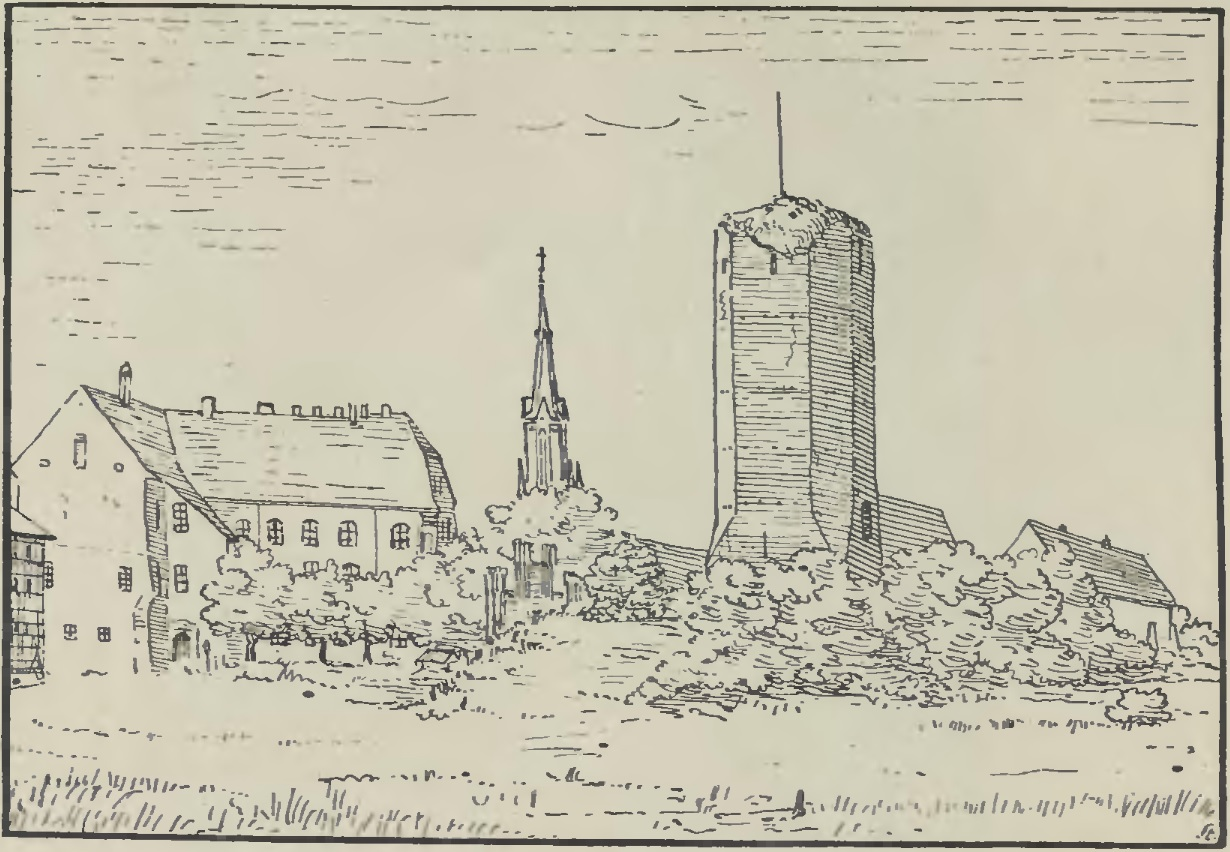
Schloss Löcknitz und Bergfried. Sitz des Amtes Löcknitz

Das Amt Löcknitz war ein kurfürstlich-brandenburgisches Domänenamt, das 1684 aus der Herrschaft Löcknitz als heimgefallenes Lehen gebildet wurde. Die Herrschaft Löcknitz war im 13. Jahrhundert eine zunächst zu Pommern gehörende, ab 1468 von den markbrandenburgischen Kurfürsten eroberte Herrschaft um die Burg Löcknitz, bzw. den Burgflecken Löcknitz im heutigen Landkreis Vorpommern-Greifswald in Mecklenburg-Vorpommern.

## Geschichte
Die Burg Löcknitz war im 13./14. Jahrhundert ein Tafelgut des Bischofs von Cammin. Allerdings ist der Umfang der damaligen Herrschaft unklar. Die Herrschaft Löcknitz war sehr wahrscheinlich nicht von der Gebietsabtretung durch den Vertrag von Landin betroffen, da hier die Mitte des Randowbruches als Grenze festgelegt wurde und Löcknitz östlich davon liegt. Im Landbuch Kaiser Karl des IV. wird Löcknitz unter der Uckermark im Besitz des Bischofs von Cammin aufgelistet. Spätestens bis 1385 hatte Herzog Swantibor III. von Pommern-Stettin die Herrschaft Löcknitz vom Bistum Cammin erworben. Die Pommernherzöge vergaben sie dann noch vor 1433 an die Familie v. Buch. 1433 wurde die Herrschaft von den v. Buch an die v. Heydebrecht verkauft, die die Herrschaft bis 1468 behaupteten. 1468 wurde die Burg Löcknitz im Kontext des Stettiner Erbfolgekrieges vom brandenburgischen Kurfürsten Friedrich II. erobert, seit Pfingsten 1468 war Werner v. d. Schulenburg als Amtmann von Burg und Vogtei Löcknitz eingesetzt. 1478 konnte der Pommernherzog Bogislaw X. die Burg Löcknitz noch einmal für kurze Zeit zurückerobern. Jedoch nur vier Wochen später gelang dem brandenburgischen Kurfürsten die erneute Rückeroberung von Löcknitz (und anderen, von den Pommern besetzten Orten). Bogislaw X. musste zunächst einen Waffenstillstand bis Juni 1479 akzeptieren. Im Sommer 1479 musste Bogislaw X. dann einem in Prenzlau und Tangermünde ausgehandelten Friedensvertrag zustimmen. 1479 erhielt Werner v. d. Schulenburg die erbliche Belehnung über Burg und Vogtei Löcknitz. 1482 ließ er in Löcknitz die Burg umbauen und stark befestigen. 1505 kaufte er die Herrschaften Lübbenau und die Neu Zauche in der Niederlausitz. 1515 folgten ihm seine beiden Söhne Richard II. und Jacob I. nach, die 1519 auch die Herrschaft Lieberose, ebenfalls in der Niederlausitz erwerben konnten. 1526 erhielten die beiden Brüder vom brandenburgischen Kurfürst Joachim Nestor das Dorf Schmölln zur Herrschaft Löcknitz als Lehen. Jacob I. starb vermutlich 1561. Er hatte nur einen Sohn Georg, der 1560 ohne Kinder zu hinterlassen starb. Richard II. war schon 1536 in Stettin gestorben. Er hatte einen Sohn Joachim (I.), der nach dem Tode seines Vetters Georg und seines Onkels Jacob den gesamten Besitz der beiden Brüder erbte. Er galt damals als einer der reichsten Männer Deutschlands und hatte den Beinamen „der Reiche“. 1578 konnte er noch von Caspar Burggraf von Dohna um 45.000 Taler die Herrschaft Straupitz erwerben, mit der er am 8. November 1578 formell belehnt wurde. Er starb 1594. Auf ihn folgte sein Sohn Richard (III.). Der Herrschaftskomplex des Joachim I. muss aber stark verschuldet gewesen sein, denn die Herrschaft Löcknitz musste er „Creditoren“ überlassen. Anscheinend konnte er den Besitz von Löcknitz trotzdem behaupten. Er starb bereits 1600 und hinterließ seine Güter dem einzigen Sohn Joachim VII. Auch dieser starb früh 1619 unter Hinterlassung des noch minderjährigen Sohnes Heinrich Joachim. Zunächst übernahm seine Mutter Maria Hedwig Burggräfin von Dohna die Verwaltung der Güter. In den Wirren des Dreißigjährigen Krieges verloren sie ihre Besitzung Löcknitz, die vom Schwedenkönig Gustav II. Adolf 1631 eingezogen wurde. 1643 überließ Maria Hedwig Burggräfin von Dohna die hoch verschuldeten Güter ihrem Sohn Heinrich Joachim. Die Herrschaft Löcknitz musste dieser zunächst seinen Gläubigern überlassen. Der Große Kurfürst betrachtete die Herrschaft Löcknitz wegen Lehensfehlern als heimgefallenes Lehen und setzte am 8. August 1650 einen landesherrlichen Verwalter über die Herrschaft ein. Es kam danach zu einem langwierigen Lehensprozess, den die Familie von der Schulenburg schließlich mit dem Endurteil vom 17. April 1684 verlor. Damit war die Herrschaft Löcknitz endgültig ein landesherrliches Amt geworden. Sitz des Amtes war das Schloss in Löcknitz. Das Amt Löcknitz unterstand bis 1808/9 der Kurmärkischen Kriegs- und Domänenkammer in Berlin, danach der Königlich Kurmärkischen Regierung in Potsdam.

### Zugehörige Orte
Der größte Teil des Amtsgebietes war bereits von der Schulenburgischer Besitz gewesen, das heißt gehörten zur Herrschaft Löcknitz, kleinere Teile wurden später vom Fiskus noch hinzu gekauft oder eingetauscht.
- Löcknitz (Flecken und Amtssitzvorwerk). Der Ort ist heute eine Gemeinde im Landkreis Vorpommern-Greifswald in Mecklenburg-Vorpommern. Nach der Auflösung des Amtes Löcknitz wurde der Ort Pommern zugeteilt.
- Bagemühl (Dorf), heute ein Ortsteil der Stadt Brüssow im Landkreis Uckermark, Brandenburg. Der Ort gehörte nur z. T. zur Herrschaft Löcknitz bzw. dann zum Amt Löcknitz. 1755 konnte das Amt den Adelsanteil der v. Arnim mit fünf Untertanen erwerben. Ein zweiter, nicht fiskalischer Anteil (vier Untertanen) wurde 1799 zu freiem Eigen an die bäuerlichen Besitzer verkauft. Ein weiterer Teil war auch 1817 noch in adligem Besitz. 1823 kam der Ort bzw. der landesherrliche Besitzanteil an das Amt Brüssow.
- Battin (Dorf und Vorwerk), heute ein bewohnter Gemeindeteil der Stadt Brüssow, Landkreis Uckermark. Der Ort gehörte ursprünglich schon zum größten Teil zur Herrschaft Löcknitz. Ein kleinerer adeliger Anteil war schon in der Schulenburgschen Zeit erworben worden, sodass zu Zeiten des Amtes das gesamte Dorf Amtsbesitz war. Nach Auflösung des Amtes Löcknitz wurde Battin dem Amt Brüssow zugeordnet.
- Bergholz (Dorf), heute eine Gemeinde im Landkreis Vorpommern-Greifswald in Mecklenburg-Vorpommern. Bergholz gehörte bereits vor 1684 vollständig zur Herrschaft Löcknitz. Lediglich im 16. Jahrhundert war ein kleiner Teil und wohl auch nur für kurze Zeit in anderen adligen Besitz gekommen. Bergholz kam nach Auflösung des Amtes Löcknitz zum Amt Brüssow. Es schied 1952 aus dem Kreis Prenzlau aus und wurde dem Kreis Pasewalk zugeordnet.
- Bismark, heute ein Ortsteil der Gemeinde Ramin im Landkreis Vorpommern-Greifswald. Bismark wurde 1823 Pommern zugeordnet.
- Caselow (Vorwerk), heute ein Ortsteil der Gemeinde Bergholz im Landkreis Vorpommern-Greifswald. Das mittelalterliche Dorf Caselow fiel in der 2. Hälfte des 15. Jahrhunderts wüst. Bereits Ende des 15. Jahrhunderts ist wieder ein Hof auf der Feldmark nachgewiesen (Wentzhof). In dieser Zeit erwarben die von der Schulenburg alle Anteile des ehemaligen Dorfes. Auch in der späteren Zeit der Herrschaft Löcknitz und in den Anfangszeiten des Amtes bestand hier immer nur ein Vorwerk. In der ersten Hälfte des 18. Jahrhunderts siedelten sich hier auch einige Häuslinge an. Der Ort kam nach Auflösung des Amtes Löcknitz an das Amt Brüssow.
- Fahrenwalde, heute Gemeinde im Landkreis Vorpommern-Greifswald. Bereits die von der Schulenburg hatten hier etwa die Hälfte der Besitzanteile erworben. 1717 konnte das Amt Löcknitz von Jürgen Friedrich von Winterfeld-Schmarsow einen weiteren Anteil erwerben, so dass das Amt etwa drei Viertel von Fahrenholz besaß. Nach Auflösung des Amtes Löcknitz kam Fahrenholz an das Amt Brüssow.
- Grimme, heute ein bewohnter Gemeindeteil der Stadt Brüssow. Das Dorf gehörte schon zum größeren Teil zur Herrschaft Löcknitz. Ein kleinerer Besitzanteil bestand auch noch zu Zeiten des Amtes. 1799 waren elf Bauern Amtsuntertanen, zwei Bauern rechneten zum Anteil des von Winterfeld-Neuenfeld. Der Ort kam nach Auflösung des Amtes Löcknitz zum Amt Brüssow.
- Hohenfelde, heute ein Ortsteil der Gemeinde Ramin, Landkreis Vorpommern-Greifswald. Das Vorwerk kam bei Auflösung des Amtes an Pommern.
- Klockow, heute ein Ortsteil der Gemeinde Schönfeld im Landkreis Uckermark. Mit der Herrschaft Löcknitz war etwa das halbe Dorf Klockow an das Amt Löcknitz gekommen. 1736 trat das Amt diese Hälfte an den Landrat Hans von Aschersleben ab und erhielt dafür dessen Hälfte am Dorf Wallmow.
- Plöwen. heute eine Gemeinde im Landkreis Vorpommern-Greifswald. Den Schulenburg gehörte etwa die Hälfte des Dorfes. 1799 gehörten 14 Untertanen zum Amt, zwei Bauern und das Vorwerk waren in adligem Besitz und ein Bauer gehörte zum Besitz des Marienstiftsgymnasium in Stettin. Der Anteil des Gymnasiums und der adlige Anteil rechneten zu Pommern. 1823 wurde das ganze Dorf an Pommern angeschlossen.
- Rossow (Dorf und Erbpachtvorwerk), heute eine Gemeinde im Landkreis Vorpommern-Greifswald. Schon die Familie von der Schulenburg hatte hier alle Anteile am Dorf zu ihrer Herrschaft Löcknitz erworben. Nach Auflösung des Amtes Löcknitz kam Rossow zum Amt Brüssow. 1952 wurde es aus dem Kreis Prenzlau herausgelöst und dem Kreis Pasewalk zugeordnet.
- Schmölln (Erbpachtvorwerk), heute ein Ortsteil der Gemeinde Randowtal. Der Ort war 1537 an die Herrschaft Löcknitz gekommen, und kam 1685 an das Amt Löcknitz. Nach dessen Auflösung wurde der Ort vom Amt Brüssow verwaltet.
- Wallmow, heute ein Ortsteil der Gemeinde Carmzow-Wallmow im Landkreis Uckermark. Die Schulenburg konnten etwa die die Hälfte des Dorfes erwerben, der 1685 an das Amt Löcknitz überging. 1736 tauschte das Amt die Hälfte des Dorfes Klockow gegen die andere Hälfte von Wallmow, die im Besitz des Landrats Hans von Aschersleben war, sodass das Dorf nun in alleinigem Besitz des Amtes war. Der Ort ging nach Auflösung des Amtes Löcknitz an das Amt Brüssow über.
- Woddow, heute ein Ortsteil der Stadt Brüssow, Landkreis Uckermark. In Woddow hatte bereits die Herrschaft Löcknitz einen Anteil am Dorf, der 1685 an das Amt Löcknitz überging. 1705 konnte das Amt weitere kleine Anteile erwerben. 1755 vertauschte das Amt ihre Besitzanteile an v. Arnim zu Kröchlendorf, gegen dessen Anteil an Bagemühl.
- Zerrenthin, Gemeinde im Landkreis Vorpommern-Greifswald. Das Dorf gehörte schon zu Ende des 16. Jahrhunderts zum großen Teil der Familie von der Schulenburg. Allerdings hielt sich noch ein kleinerer adliger Anteil bis 1872. Außerdem hatte ein Altar Hebungen von sechs Hufen im Ort; dieser Anteil wurde 1713 an den Adelsanteil verkauft. 1799 waren 14 Bauern Amtsuntertanen, neun Bauern und zwei Kossäten adlig. Von den adligen Untertan waren drei Bauern pommerisch, ebenso die zwei Kossäten. Der Ort wurde nach Auflösung des Amtes Löcknitz in das Amt Brüssow eingegliedert. Der Ort wurde 1950 aus dem Kreis Prenzlau ausgegliedert und kam zum Kreis Ueckermünde, 1952 zum Kreis Pasewalk.

1687 wurde in Bergholz französische Refugiés angesiedelt, 1691 auch in Battin. Für 1725 wurde das Amt Löcknitz zur Pacht ausgeschrieben. 1771 war in Löcknitz ein königliches Zollamt 1823 wurde das Amt Löcknitz aufgelöst und mit dem Amt Brüssow vereinigt. In der weiteren Folge bürgerte sich die Bezeichnung Amt Brüssow und Löcknitz oder meist Amt Brüssow-Löcknitz ein. 1874 wurde das vereinigte Amt Brüssow-Löcknitz aufgelöst.

## Amtleute und Pächter
- ab 1685 Amt,
- 1725 Verpachtung des Amtes, Pächter nicht bekannt
- 1775 Michael Meyer, Oberamtmann[12]
- 1779 Michael Meyer, Pacht vorzeitig beendet[13]
- 1797 (Carl Friedrich Wilhelm?) Hufnagel, Oberamtmann[14]
- 1798 Hufnagel, Oberamtmann[15]
- 1804 Hufnagel, Oberamtmann[16]
- 1808 Sänger, Oberamtmann
- 1816 Sänger, zum Oberamtsrat befördert[17]
- 1818 Sänger, Amtsrat[10][17]
- 1821 Sänger, Amtsrat[18]
- 1823 Sänger

## Belege